# Мосинг, Хенрик
Хенрик Мосинг (полное имя Хенрик Эрнест Иоанн Рикард Мосинг пол. Henryk Ernest Ioann Ricard Mosing, также Генрих Станиславович Мосинг, отец Павел; 27 января 1910, Львов, Австро-Венгрия — 27 ноября 1999, Львов, Украина) — польский и советский эпидемиолог, доктор медицины (1937), доктор медицинских наук (1956), профессор, священник.

## Биография
Происходил из львовской семьи врачей, где эту профессию наследовали от поколения к поколению. Врачами были его прадед, дед и отец. С 1920 года он учился в III, а затем IV-й гимназии во Львове, а с 1921 года, когда семья переехала в Перемышль, учился там во Второй младшей государственной гимназии имени Казимежа Моравского, где получил аттестат об окончании ее в 1928 году. Тогда он поступил на медицинский факультет в университете им. Яна Казимира во Львове, который окончил в 1934 году. Еще во время обучения он увлекся исследованиями известного специалиста по риккетсиям, Рудольфа Вайгля, изобретателя первой вакцины против эпидемического сыпного тифа, автора метода выращивания возбудителя — «Rickettsia prowazekii» в кишках лабораторной популяции вшей, что повлекло бурное развитие учения о риккетсий в мире. По окончании университета Мосинг начал работать во львовском институте, который возглавлял Вайгль, заботясь эпидемиологией эпидемического сыпного тифа. Как молодой перспективный ученый Мосинг был представлен лауреату Нобелевской премии, основателю учения о риккетсии Шарлю Николю, после чего ему были созданы условия для стажировки в Институте тропической медицины в Гамбурге, где он прошел соответствующий курс. Побывал он и в лаборатории другого лауреата Нобелевской премии Жюля Борде в Пастеровском институте в Брюсселе. В течение четырех лет, с 1935 по 1939 год, Мосинг возглавлял Центральную биологическую лабораторию Института гигиены в Варшаве, продолжая тесную связь с учителем, который работал во Львове. В 1937 году первым из числа сотрудников Вайгля защитил докторскую диссертацию в 27-летнем возрасте, посвященную эпидемиологическим и серологическим исследованием эпидемического сыпного тифа. Результаты его работы получили высокую оценку и были опубликованы в официальном издании гигиенической секции Лиги Наций. Кроме эпидемического сыпного тифа он изучал еще волынскую лихорадку. Исследования и публикации сделали Мосинга знаменитым специалистом в области эпидемического сыпного тифа в конце 1930-х годов. Признавая его заслуги, Президент Республики Польша Игнаций Мосцицкий приказом от 23 сентября 1938 году наградил его Золотым крестом заслуги. Но дальнейшая работа над этой научной проблемой эпидемического сыпного тифа была приостановлена из-за начала Второй мировой войны и раздела Польши между Германией и СССР согласно пакту Молотова — Риббентропа.

### Во времена СССР (1939—1941)
После присоединения в 1939 году Львова к СССР на базе института Вайгля был основан в 1940 году Львовский санитарно-бактериологический институт, который возглавил советский организатор здравоохранения с большим опытом руководящей работы Сергей Николаевич Терехов. Он обратил внимание на молодого доктора медицины Мосинга, которому искренне симпатизировал, распознав в нем выдающегося эпидемиолога и глубоко порядочного человека.

### Во времена немецкой оккупации Львова
В тяжелые годы немецкой оккупации Львова Мосинг не оставил своего учителя Вайгля, стал его заместителем в институте, вместе они занимались работой по производству высыпнотифозной вакцины, которую вопреки запрету немецкой оккупационной власти нелегально распространял для вакцинации гражданского населения. Благодаря личному мужеству Мосинга этот препарат поставлялся в гетто, концентрационных лагерей. Есть свидетельства, что Мосинг с Вайглем поддерживали устойчивые связи с антифашистским подпольем, многие его члены получили крайне необходимое вакцинирование и не заболели на эту тяжелую болезнь. Эдвард Плежчевский писал: 
Д-р Мосинг находился во Львове, чтобы помочь полякам, но он всем служил. Он не заботился о какую-то национальность, убеждения или веру. Ему важна была страдальческая человек. Такие люди могли бы прийти к нему в любое время. Он считал, что лучше его обманут, чем он откажет им в помощи. Змирював людей, соединял супругов; был умным и простым. Он говорил: «Уважая человека, его достоинство, мы подходим к Богу». Одевался скромно. Никогда не брал денег от пациентов. Сельские жители, которым он помогал, предлагали ему пищевые продукты. Он передавал их бедным.
С приближением фронта производство вакцины было прекращено, а Вайгль по требованию оккупационных властей был вынужден в марте 1944 года переехать в Краков. Но научное наследие Вайгля не погибла, при переходе Львова в руки советской власти в условиях военного расстройства Мосинг несмотря на опасность собственной жизни бережно сохранил уникальное лабораторное оборудование и биологический материал института Вайгля. Благодаря Мосингу хорошо адаптирована к содержанию в лабораторных условиях популяция вшей «Pediculus humanus» и штамми риккетсий, необходимые для производства вакцины в промышленном масштабе не были потеряны.

### После освобождения Львова от немецкой оккупации
В 1944 году вместе с советскими войсками вернулся во Львов Терехов как уполномоченный организации здравоохранения на освобожденной от немецкой оккупации территории. Он хорошо понимал исключительную важность трудов Вейгля для решения проблемы эпидемического сыпного тифа, и, зная Мосинга с довоенных времен, он прибег к беспрецедентному шагу — назначил Мосинга, несмотря на его пребывание в немецкой оккупации, на руководящую должность исполняющего обязанности директора вновь созданного Львовского института эпидемиологии и микробиологии. Мосинг в максимально короткий срок организовал висипнотифозний отдел и на его базе наладил производство вакцины Вайгля. В дальнейшем продукция вакцины была увеличена, когда Мосинг еще и занял должность заведующего этого отдела. В то же время он снова вернулся к вопросам фундаментального изучения эпидемиологии эпидемического сыпного тифа, которое начал еще в довоенные годы, и которое было прервано оккупацией. Изучение этой инфекции в послевоенные времена было продолжено. Мосинг, используя сохраненные методы Вейгля, продолжил изучать биологию возбудителя, методы лабораторной диагностики, накапливал все новые материалы, на основании которых в дальнейшем у него сложился свой взгляд на перспективу окончательной ликвидации эпидемического сыпного тифа в тех эпидемиологических обстоятельствах, сформировавшихся на то время в СССР. В это время Хенрик Мосинг стал гражданином СССР, был вынужден поменять своё имя на Генрих и добавить традиционное для советской системы отчество Станиславович.
В начале 1950-х годов, благодаря противоэпидемическим мерам борьбы с эпидемическим сыпным тифом на фоне роста благосостояния населения, эпидемические вспышки этой инфекции в СССР прекратились, уровень заболеваемости снизился и эпидемический сыпной тиф регистрировался в виде единичных спорадических заболеваний — болезни Брилла-Цинссера. Эти спорадические заболевания возникали преимущественно у лиц, ранее — 15-20 лет назад перенесли эпидемический сыпной тиф во время эпидемий. Между этими случаями болезни Брилла-Цинссера эпидемиологического связи не наблюдалось. При самом тщательном обследовании опытным эпидемиологам не удавалось выявить очаги инфекции или установить передачу возбудителя вшами. Заболевания регистрировались в течение всего года без характерной для этого заболевания сезонности.

На основании своих многолетних эпидемиологических наблюдений и значительного экспериментального материала Мосинг научно обосновал и доказал, что ликвидация эпидемического сыпного тифа в СССР долговременный, растянутый на десятилетия процесс, а не ограниченная несколькими годами кампания, как считали авторы официальной доктрины. Ссылаясь на наблюдения Ханса Цинссера, который еще в 1934 году при изучении спорадических заболеваний эпидемическим сыпным тифом среди европейских эмигрантов в США, высказал гипотезу, что такие заболевания являются рецидивами перенесенного много лет назад эпидемического сыпного тифа. Этой болезни было дано название болезнь Брилла-Цинссера. Мосинг считал, что спорадические заболевания в СССР тоже имеют признаки рецидивных и будут возникать в стране перманентно в течение десятилетий. В то же время эти спорадические случаи эпидемического сыпного тифа являются потенциально опасными и несут угрозу возникновения эпидемий. На конкретных примерах эпидемиологических наблюдений Мосинг подтвердил это положение. Он показал, что при наличии у заболевшего болезнью Брилла-Цинссера педикулез, такой больной может стать источником инфекции. Возбудитель от него может передаваться вшами окружающим лицам, вызывая у них не спорадические, а классические эпидемические заболевания и в дальнейшем эпидемии. Относительно такого механизма возникновения эпидемических заболеваний Мосинг отмечал: 
...каждый новый случай эпидемического сыпного тифа отдаляет момент полной ликвидации этого заболевания в стране. Каждый новый случай эпидемического сыпного тифа — это возможный источник вреда и потерь в будущем.
Концепция Мосинга, которая противостояла официальной советской доктрине, что обещала немедленную ликвидацию эпидемического сыпного тифа в СССР, была подвергнута жестокой критике со стороны сторонников классического взгляда на эпидемиологию болезни. Самую большую ярость вызвала приведенная рецидивная гипотеза Цинссера. Ссылки на иностранных авторов в те времена, когда велась непримиримая борьба с космополитизмом, воспринималась крайне негативно. Дело могло обернуться репрессивным преследованием, но этого не случилось. Противники Мосинга в своих многочисленных критических статьях яро набросились на него. Но он был стойким к нападающим, отвечал оппонентом искренне и вежливо, поэтому его многолетний противник Лев Васильевич Громашевский отметил, что «научные взгляды Генриха Станиславовича приводят его к сумасшествию, но как в человека он в Генриха Станиславовича — влюблен».
Мосинг озвучивая свою концепцию ликвидации сыпного тифа, был хорошо подготовлен к развитию событий, видел перспективу дальше, чем его современники. Будучи не только эпидемиологом, но и прекрасным клиницистом, он заранее оценил ситуацию и пришел к выводу, что выявление спорадических форм сыпного тифа будет составлять значительные трудности для практикующих врачей, несмотря на распространенный атипичный, легкое или средней тяжести течение заболеваний. Согласно концепции Мосинга окончательная ликвидация эпидемического сыпного тифа в СССР имела осуществится тогда, когда демографические процессы привели бы к полной элиминации носителей персистентной инфекции. Учитывая все это, он еще в начале 50-х годов определил главные направления научных исследований по проблеме сыпного тифа и установил, что для максимально полного выявления спорадических заболеваний следует использовать возможности лабораторной диагностики. Поэтому постепенно события развивались в направлении, указанном Мосингом. Согласно его концепции, в СССР была создана действенная система противоэпидемических мероприятий, направленная на недопущение возникновения новых случаев эпидемических заболеваний эпидемическим сыпным тифом.
Эффективного воплощения своей концепции Мосинг достиг благодаря разработке чрезвычайно удачной, доступной для широкого практического использования реакции макрогаллюцинации риккетсий Провачека, которую назвали реакцией Мосинга. Этот простой в исполнении и оценке учета результатов высокоспецифичный и чувствительный диагностический тест нашел широкое применение, в том числе и в сельской местности в тех районных лабораториях, которые в послевоенные годы возглавляли только лаборанты, а не врачи-бактериологи. Проработан Мосингом метод использовался непосредственно в больницах, давал возможность быстро и максимально полно выявлять случаи заболеваний эпидемическим сыпным тифом, включительно с атипичными, стертыми формами. Реакция Мосинга дала возможность решить вопросы лабораторной диагностики сыпного тифа, не прибегая к попытке решить эту задачу с помощью существующих на эти времена сложных по технике исполнения, несовершенных других реакций. Следует отметить, что лишь культивирование риккетсий по методу Вейгля дало возможность получить такой совершенный диагностикум, поскольку другие известные технологии для этого непригодны. Применение теста Мосинга вошло в перечень обязательных к выполнению мероприятий борьбы с эпидемическим сыпным тифом на территории СССР.
Указом № 235 Министерства здравоохранения СССР от 19 февраля 1960 года его вновь назначили заместителем директора по науке Львовского института эпидемиологии и микробиологии, а 11 февраля 1961 года он был награжден орденом Знак Почета". Однако должность заместителя директора у него отобрали через 5 месяцев. В 1960-е годы, выводы Мосинга были обобщены и распространены в многотомном издании по микробиологии и эпидемиологии инфекционных заболеваний.
Он, не являясь работником подразделения или учреждения, которые производили рикетсийний диагностикум, в течение 20 лет, с 1952 года и до выхода на пенсию в 1973 году, без какого-либо вознаграждения в виде заработной платы, а только на так называемых «общественных началах» руководил производством диагностикума, обеспечивая выпуск препарата в необходимых количествах, добровольно возложил на себя ответственность за выполнение промышленного плана и качество продукции. Следует также отметить, что специальные маленькие пробирки и штативы, необходимые для реакции агглютинации, он изготавливал за свои личные средства и вместе с диагностикумом высылал потребителям, обеспечивая немедленное применение диагностикума. Мосинг также не получал для себя никакой платы за многолетнюю добровольную кормление невероятно большой численности вшей при изучении биологии возбудителя во время формирования своей концепции ликвидации тифа и других экспериментах. Кормление вшей происходила следующим образом. Человеку на предплечье цепляли специальную коробку, в которой помещали вшей, что через специальную сетку, которая не давали им возможности выползти, но они могли прокусывать кожу человека и таким образом питаться. Такие люди-прокормители вшей получали за это деньги, а Мосинг за это плату принципиально не брал. В будущем это перегрузка негативно отразилось на состоянии его здоровья. Рикетсийный диагностикум производился с 1952 по 2008 год. К сожалению, коллекция многолетних последовательных серий этого уникального диагностического средства, бережно заложена Мосингом, была в 1990-х годах утрачена.
Согласно приказам, инструкций, методических указаний и другим директивным документам МИНЗДРАВА СССР и республик, входивших в его состав, обработанные согласно концепции Мосинга меры предотвращения эпидемического сыпного тифа выполнялись на территории всего СССР. Заболеваемость была взята под постоянный контроль, количество зафиксированных случаев спорадического сыпного тифа — болезни Брилла-Цинссера сначала повысилась за существенное улучшение методов диагностики, отражая истинный уровень заболеваемости. В итоге наметилась тенденция к постепенному снижению заболеваемости. С годами все больше наблюдалась заболеваемость в старших возрастных группах населения, то есть имело место «старение» эпидемического сыпного тифа при снижении общего уровня заболеваемости. Болели преимущественно лица старшего и пожилого возраста. Это «старение» стало еще одним неопровержимым доказательством того, что спорадические заболевания по своей сути являются рецидивами.
Параллельно с научной деятельностью Мосинг создал в Украине первый в СССР научно-методический центр борьбы с эпидемическим сыпным тифом. Он лично возглавил эту структуру, непосредственно проводил тщательный контроль эпидемиологической ситуации и мер борьбы с этой болезнью. Создан центр поддержали руководящие медицинские органы СССР. Благодаря этому была исключена порочная практика скрывать в отчетах действительный уровень заболеваемости эпидемическим сыпным тифом. Наоборот, увеличение числа заболеваний оценивалось как положительное явление, доказательство искусной диагностической работы. Это дало возможность Мосингу брать под защиту тех практикующих врачей, у которых была хорошо организована диагностика, и они без боязни отчитывались правдивые данные об уровне заболеваемости эпидемическим сыпным тифом.
Исключительно плодотворная работа Мосинга была отмечена в мире, его пригласили на сессию экспертов ВОЗ, но советская власть не дала разрешение на его выезд за границу. С докладом в Женеве выступил бывший его противник, профессор П. Ф. Здродовский, который на это время под влиянием аргументов Мосинга пересмотрел свои позиции, став приверженцем его концепции. Он выступил с докладом о состоянии борьбы с болезнью в СССР, не забыв отметить роль в этом Мосинга. Научная концепция ученого получила всемирное признание. Постепенно стихла полемика относительно рецидивной гипотезы и в конце концов в 1973 году МИНЗДРАВ СССР официально объявило о прекращении дискуссии относительно генеза возникновения спорадических заболеваний эпидемическим сыпным тифом.
Хотя Мосинг имел в Польше с 1937 года степень доктора медицины, ему пришлось в соответствии с советским законодательством защищать новые диссертации. В июне 1948 года Мосингу после защиты была присуждена ученая степень кандидата медицинских наук, а в декабре 1956 года — доктора медицинских наук за диссертационную работу «Пятидневная (траншейная или волынская) лихорадка и пароксизмальный риккетсиоз».
В конце концов эпидемический сыпной тиф как массовую болезнь было ликвидировано не только в СССР, но и во всей Восточной Европе.
В мае 1973 года он без почестей и достойных наград за огромный, решающий вклад в дело ликвидации эпидемического сыпного тифа в СССР, за многолетнюю, исключительно плодотворную научную деятельность был отправлен на пенсию. Поблагодарив сотрудникам своей лаборатории за службу, после теплого трогательного прощания Мосинг навсегда покинул стены родного заведения.
Он частично потерял зрение из-за длительной работы с микроскопом, но продолжил консультировать многочисленных друзей и учеников, среди которых были будущие профессора, доктора медицинских наук. Его ученик, известный украинский эпидемиолог, профессор Константин Михайлович Синяк написал:
В науке профессор Мосинг был чрезвычайно честным. Он направил своих учеников на широкий путь обучения. Отношения между ним и его учениками были основаны, с одной стороны, на его непоколебимых принципах, а с другой — на его большой доброжелательности к каждому. Никому из них никогда не навязывал свои взгляды, но всегда находил время для консультаций и обсуждений.
Будучи на пенсии Мосинг принял участие в двух научно-исследовательских проектов Института органической химии АН СССР.

## Капелланство
Он был глубоко набожным человеком, помогал сиротам. Когда в 1960-е годы ему было разрешено приехать к Польской Народной Республики, розумивши его глубокое желание и чувство неординарной личности кардинала Стефан Вышиньский, примас польской церкви, согласно совместному решению, принятому вместе с архиепископом Каролем Войтылой рукоположил Мосинга в сан священника в Ласках близ Варшавы.

Вернувшись во Львов, как священник, свою дальнейшую научную и медицинскую работу начал связывать со священным служением. Подобрав псевдоним «отец Павел», он начал своеобразную пасторальную деятельность, которую его друг профессор Мечислав Гоубарович называл «балансированием на краю пропасти». Епископ Леон Малый вспоминал: 
Каждую субботу вечером мы выезжали из Львова на служение в приходе в воскресенье утром. В понедельник он отправлял мессу. Больные были с утра до ночи. В интервале мы отказывались от торжественного, бравурного. Он научил нас теологии и философии. На следующий день выглядело так же, около 6:00 — это пробуждение без звонка, а в 6:30 — Месса. В среду и четверг мы ехали к больным. В пятницу прошли путем креста, а в субботу — подготовка к отъезду.

Эдвард Плежчевский подчеркивал уникальность молитв отца Павла, его доступность людям, написал о его служении так:
Он показал нам глубину молитвы на четках. Это было во времена, когда церковь преследовалась, и все было тайно. Он послал нас, чтобы помочь одиноким.

Владислав Щепанский так оценил деятельность Мосинга: 
Доктор, очень образованный гуманист, имел широкий кругозор, глубокие знания и эрудицию, человек глубокой духовной культуры, в то же время — воплощение непревзойденной доброты, великой простоты и спокойствия, тонкой и чувствительной к потребностям других. Всю свою жизнь он служил людям хорошим словом и делом. Его страсть и призвание всегда поражали меня. Можно сказать, что медицинская помощь, которая всегда надавлася с радостью, была миссией милосердия. Замечательная и наслидувальна глубокая вера и доверие к Божьего Провидения, по моему мнению, является основой его действий.

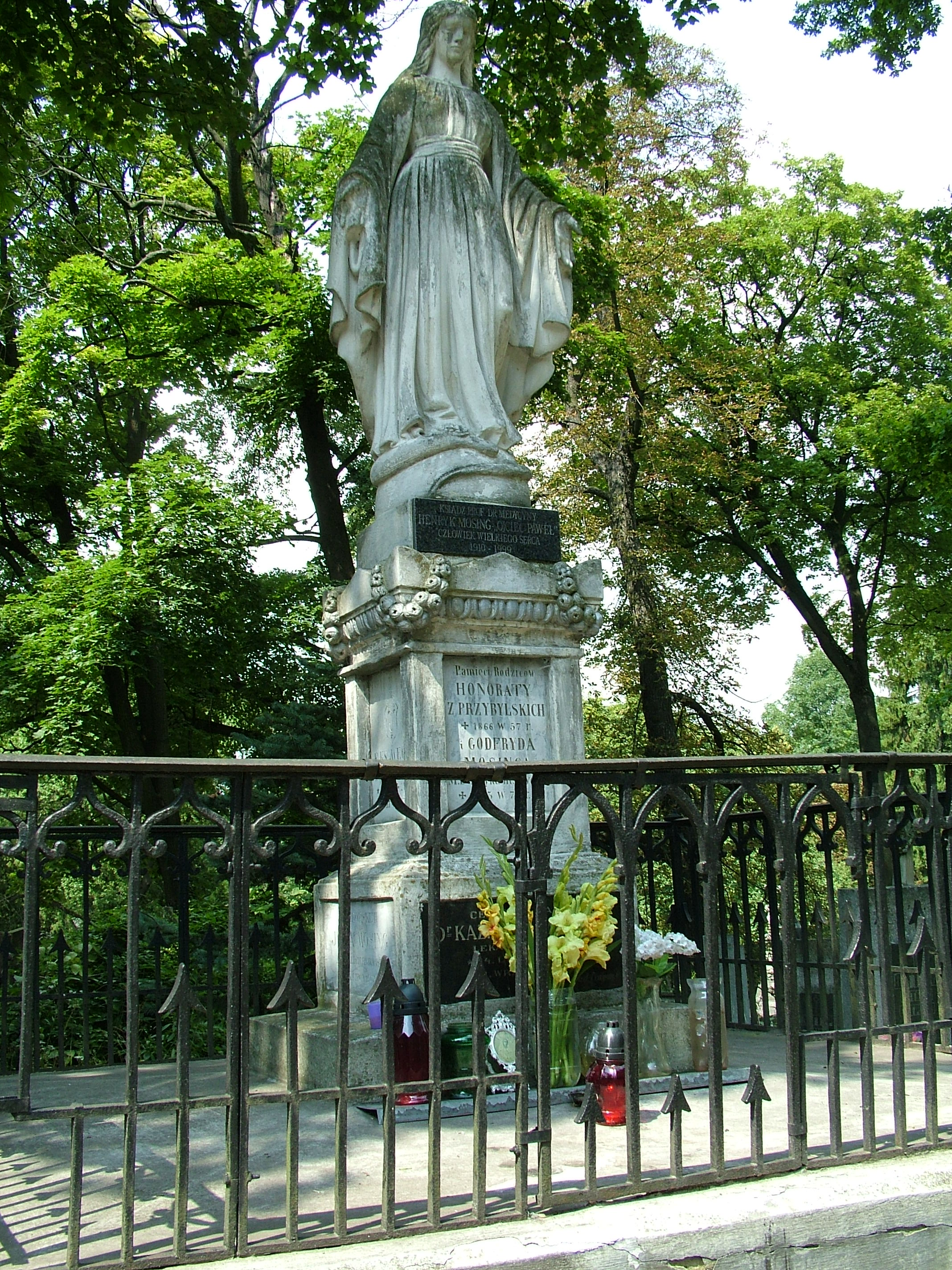
Надгробие на могиле семьи Мосингов на Лычаковском кладбище.

Мосинг помогал священникам в УССР и МССР. Он также с миссией церкви путешествовал в Ставропольского края, Кавказа, Казахстана, побывал в Тбилиси. В 1992 году у него появились первые признаки тяжелой болезни, он уже не смог покидать свою квартиру, но продолжал принимать пациентов. 6 декабря 1994 года его парализовало. 13 ноября 1999 года он отслужил свою последнюю мессу.
Хенрик Мосинг умер во Львове 27 ноября 1999 года, после семи лет борьбы с длительной изнуряющей болезнью. Его похоронили в семейном склепе на Лычаковском кладбище. Погребальной церемонией председательствовал митрополит Львовской Мариан Яворский, который зачитал послание траура от Папы Иоанна Павла II.

Известный советский инфекционист и писатель, профессор Борис Леонтьевич Угрюмов написал: 
Мосинг руководствуется совестью, любовью к людям, большим сердцем. ...Учитывая масштаб интересов и глубину знаний, Хенрика Мосинга можно назвать человеком века.

## Цитаты Мосинга
- «Современный ученый знает много, но он мало понимает. Интересно, что сегодня, с такой высоко развитой техникой, мышление становится все менее важным».
- «Без слов можно стать святым, но без учеников нет».
- «Умеем просить, но не умеем поблагодарить».